# Попович Віталій Іванович
Віталій Іванович Попович (22 жовтня 1962 , Мукачеве, Закарпатська область  — 7 вересня 2000 , Бровари, Київська область ) — радянський і український легкоатлет, фахівець зі спортивної ходьби, тренер. Виступав за збірні СРСР та України з легкої атлетики в 1986—2000 роках, переможець Кубка світу в командному заліку, багаторазовий переможець і призер першостей національного значення, чинний рекордсмен України в ходьбі на 30 км, учасник двох літніх Олімпійських ігор 1988 та 1996 років. Майстер спорту міжнародного класу.

## Біографія
Віталій Попович народився 22 жовтня 1962 року в місті Мукачево Закарпатської області Української РСР. У 1977 році переїхав на постійне проживання до Броварів, де навчався в спортінтернаті.
Займався спортивною ходьбою під керівництвом Миколи Смаги, Анатолія Соломіна, Бориса Яковлєва та Анатолія Кавицького. Вперше заявив про себе на міжнародному рівні в сезоні 1986 року, коли увійшов до складу радянської збірної і виступив у спортивній ходьбі на 20 км на Іграх доброї волі в Москві.
У 1988 році виграв бронзову медаль в дисципліні 30 км на зимовому чемпіонаті СРСР зі спортивної ходьби в Сочі. Завдяки низці вдалих виступів виборов право захищати честь країни на літніх Олімпійських іграх в Сеулі — в ходьбі на 50 км. Він показав результат 3:59:23, розташувавшись в підсумковому протоколі змагань на 26-му рядку.
У 1989 році на Кубку світу в Оспіталеті Віталій Попович посів шосте місце в особистому заліку на 50 км і разом зі своїми співвітчизниками став переможцем командного заліку. Пізніше з особистим рекордом 3:43:57 (четвертий результат світового сезону) виборов бронзову медаль на чемпіонаті СРСР зі спортивної ходьби в Ленінграді. У 1991 році стартував на Кубку світу в Сан-Хосе, здобув перемогу на чемпіонаті країни в рамках X літньої Спартакіади народів СРСР в Києві, фінішувавши четвертим на чемпіонаті світу в Токіо. На відкритому чемпіонаті СНД зі спортивної ходьби 1992 року в Москві прийшов до фінішу другим.
Після розпаду Радянського Союзу Попович залишився діючим спортсменом і продовжив брати участь в найбільших міжнародних стартах в складі української національної збірної. У 1993 році він переміг на чемпіонаті України, виступив на Кубку світу в Монтерреї та на чемпіонаті світу в Штутгарті.
У 1994 і 1995 роках незмінно вигравав національні чемпіонати у спортивній ходьбі на 50 км. На Кубку світу в Пекіні посів 14-е і 13-е місця в особистому і командному заліках, відповідно, в той час як чемпіонаті світу в Гетеборзі був дискваліфікований.
На Олімпійських іграх 1996 року в Атланті зійшов з дистанції.
У 1997 році вчетверте став чемпіоном України у спортивній ходьбі на 50 км, брав участь в Кубку світу в Подебрадах. У 1998 році відзначився виступом на Кубку Європи в Дудинце. У 2000 році зайняв 32-е місце на Кубку Європи в Айзенхюттенштадті.
Ще будучи діючим спортсменом працював тренером в Броварах.
7 вересня 2000 року пішов з дому і незабаром був знайдений повішеним у лісі.

## Національні титули
- Чемпіон СРСР
  - спортивна ходьба на 50 км: 1991[12].
- Чемпіон України
  - спортивна ходьба на 50 км: 1993, 1994, 1995, 1997[13].